# دهستان چایپاسار شمالی
دهستان چایپاسار شمالی، یکی از دهستان‌های بخش بازرگان شهرستان ماکو در استان آذربایجان غربی ایران است.

## جمعیت
براساس سرشماری مرکز آمار ایران در سال ۱۳۹۵، جمعیت این دهستان برابر با ۴٬۹۶۱ نفر (۱٬۲۵۴ خانوار) بوده‌است. 